# Bacoli
Bacoli – miasto i gmina we Włoszech, w regionie Kampania, w prowincji Neapol.
Według danych na rok 2004 gminę zamieszkiwało 26 350 osób, 2026,9 os./km².
Z Bacoli pochodzi Gioacchino Illiano, włoski duchowny katolicki, biskup Nocera Inferiore-Sarno (zm. 2020).